# عقدة لوند
عقدة لوند (بالإنجليزية: Lund's node)‏ أو عقدة ماسكاني اللمفاوية (بالإنجليزية: Mascagni's lymph node)‏ ويُشار إلها عن طريق الخطأ في بعض الأحيان باسم عقدة كالو، وهي عقدة لمفاوية حارسة في المرارة، يزداد حجمُها في التهاب المرارة وَالتهاب الأوعية الصفراوية الصاعد. تعتبر عُقدة لوند من العلامات التشريحية وَتتم إزالتها مع المرارة أثناء عملية استئصال المرارة، وتقع العقدة في مثلث كالو أسفل الشريان المراري.
تمت تسميتها بعقدة لوند نسبةً إلى الجراح الأمريكي فريد بيتس لوند (1865-1950)، كما تمت تسميتها بعقدة ماسكاني اللمفاوية نسبةً إلى الطبيب وعالم التشريح الإيطالي باولو ماسكاني (1752-1815) والذي يُعتبر أول اكتشف هذه العُقدة في 1787.